# François Létourneau
 (février 2019).
Si vous disposez d'ouvrages ou d'articles de référence ou si vous connaissez des sites web de qualité traitant du thème abordé ici, merci de compléter l'article en donnant les références utiles à sa vérifiabilité et en les liant à la section « Notes et références ».
Pour les articles homonymes, voir Létourneau.
François Létourneau, né le 30 mars 1974 à Sainte-Foy, est un dramaturge, scénariste, comédien et metteur en scène québécois. Diplômé du Conservatoire d’art dramatique de Montréal en 1999, il se fait connaitre en 2000 grâce à sa pièce Stampede, qui eut un grand succès. 
Il est connu du grand public pour avoir été acteur et scénariste des séries télévisées Les Invincibles (2005-2009), Série noire (2014-2016) et C'est comme ça que je t'aime (2020-2024). 

## Biographie

### Enfance
François Létourneau naît le 30 mars 1974 à Sainte-Foy en banlieue de Québec. Sa mère, Francine Belle-Isle, féministe, est professeure de littérature, chargée de cours à l'Université Laval, puis professeur et vice-rectrice de l'Université du Québec à Chicoutimi. Son père, Marcel Létourneau, curé défroqué, gravite lui aussi dans le domaine de l’enseignement. Il préfère cependant l'enseignement de l’histoire à celui des lettres. Il enseigne l'histoire au niveau secondaire au Collège Notre-Dame-de-Bellevue de Québec. Ses parents se séparent lorsqu'il a environ 11 ou 12 ans.

### Études
Après ses études secondaires, François Létourneau commence des études collégiales en sciences de la nature au Cégep Garneau dans le but de devenir médecin ou journaliste. Élève très doué, il reçoit la médaille du lieutenant-gouverneur durant son passage au cégep. C’est également durant cette période qu’il pratique le théâtre, une activité qu’il affectionne particulièrement. 
Malgré cette passion pour la dramaturgie, Létourneau décide de poursuivre ses études à l’Université Laval, où il complète un baccalauréat en science politique, puis une maîtrise en philosophie politique.
Ses anciennes amours pour le théâtre remontent fortuitement lorsqu’il accepte de donner la réplique à une amie qui passait une audition au Conservatoire d’art dramatique de Montréal. Durant cette audition qui n’était pas la sienne, Létourneau se fait remarquer par Normand Chouinard pour son talent théâtral. Ce dernier conseille alors à Létourneau de passer les auditions pour entrer à la prestigieuse école d’art dramatique l’année suivante, voyant en lui le potentiel d’un grand acteur. C’est finalement en 1995 que François Létourneau entre au Conservatoire d’art dramatique de Montréal. Il en ressort quatre ans plus tard diplômé, c’est-à-dire en 1999.

### Vie personnelle
Aujourd’hui, François Létourneau est reconnu sur la scène québécoise pour son travail d’auteur et de comédien. Il demeure cependant toujours discret sur sa vie personnelle, préférant rester loin des médias sociaux, sur lesquels il ne figure d’ailleurs pas. À ce propos, la presse le qualifie d’« anti-star » dans un article paru en mai 2018. Létourneau dévoile tout de même au grand public qu’il est marié depuis de nombreuses années et qu’il est père d’un garçon.

## Le comédien
Depuis le début de sa carrière, François Létourneau a joué dans une vingtaine de productions québécoises, tant à la télévision qu’au théâtre et au cinéma.
Voici la liste complète des œuvres dans lesquelles il a jouées :

### Au cinéma
- Pauvre Georges / rôle de Ballot / réalisation de Claire Devers / Forum Films, 2017
- Paul à Québec / rôle de Paul / réalisation de François Bouvier / Caramel Films, 2015
- Funkytown / rôle de Daniel / réalisation de Daniel Roby / Caramel Films, 2009
- Les grandes chaleurs / rôle de Louis / réalisation de Sophie Lorain / Christal Films, 2009
- Cheech / rôle d'Olivier / réalisation de Patrice Sauvé / Go Films, 2006
- Québec-Montréal / rôle d'Alain Cossette / réalisation de Ricardo Trogi / Go Films, 2002

### Au théâtre
- Trahison / rôle de Jerry / mise en scène de Frédéric Blanchette / Théâtre du Rideau Vert, 2018
- La fin de la sexualité / rôle de John Poindexter / mise en scène de Frédéric Blanchette / Théâtre Ni plus ni moins, La petite Licorne, 2011
- Matroni et moi / rôle de Gilles / mise en scène d'Alexis Martin / Productions Larivée Cabot Champagne, 2009
- C’était hier / rôle de Deeley / mise en scène de Frédéric Blanchette / Théâtre Ni plus ni moins, 2006
- Cheech ou Les hommes de Chrysler sont en ville / rôle d'Olivier / mise en scène de Frédéric Blanchette / Théâtre de la Manufacture, 2003-2004
- La collection / rôle de Bill / mise en scène de Frédéric Blanchette  / Théâtre Ni plus ni moins, 2003
- Pour faire une histoire courte / rôles multiples / mise en scène de Frédéric Blanchette / Théâtre Ni plus ni moins, 2002
- Vie de chat / rôle de Rod / mise en scène de Philippe Lambert / Productions à tour de rôle, 2002
- Quatre chiens sur un même os / rôle de Victor / mise en scène de Frédéric Blanchette / Théâtre Ni plus ni moins, 2002
- Stampede / rôle de Frank / mise en scène de Claude Poissant / Théâtre PàP, 2001
- L’ancien quartier / rôle de Bobby  / mise en scène de Frédéric Blanchette / Théâtre Ni plus ni moins, 2001
- Fabulage obscène / rôle du légat  / mise en scène de Suzanne Lantagne / Théâtre La douzaine, 2001
- Au moment de sa disparition / rôle de Dave / mise en scène de Benoît Vermeulen / Théâtre Le clou, 2000-2003
- Code 99 / rôle de Quoi / mise en scène de Normand Chouinard / Théâtre La douzaine, 2000

### À la télévision
- C'est comme ça que je t'aime (saisons 1, 2 et 3) / rôle de Gaétan Delisle / réalisation de Jean-François Rivard (saison 1 et 2) /  Robin Aubert (saison 2), François Létourneau et Patrice Robitaille (saison 3) / Productions Casablanca, 2020 - 2023
- Ruptures (saison 4) / rôle de Pascal Bessette / réalisation de Raphaël Ouellette / Aetios Productions, 2018
- Trop (saison 2) / rôle de Louis St-Amand / réalisation de Louise Archambault, Chloé Robichaud / Sphère Média Plus, 2017
- Série noire (saisons 1 et 2) / rôle de Denis Rondeau / réalisation de Jean-François Rivard / Productions Casablanca, 2014-2016
- Les Rescapés (saisons 1 et 2) / rôle de Stéphane / réalisation de Claude Desrosiers, Francis Leclerc / Productions Casablanca, 2010-2011
- Prozac. La maladie du bonheur / rôle de Mathieu / réalisation de François Bouvier / Caramel Films, 2010
- Les hauts et les bas de Sophie Paquin (saison 4) / rôle de Marc / réalisation de François Bouvier / Sphère Média Plus, 2009
- Tout sur moi (saisons 3 et 4) / son propre rôle / réalisation de Stéphane Lapointe / Les productions TRIO III, 2008-2009
- René Lévesque (saison 2) / rôle de Pierre-Marc Johnson / réalisation de Pierre Houle / Cinétéléaction, 2007
- Les Invincibles (saisons 1 à 3) / rôle de Pierre-Antoine Robitaille / réalisation de Jean-François Rivard / Productions Casablanca, 2005-2008

## L’auteur
François Létourneau est également un auteur reconnu sur la scène québécoise. Plusieurs de ses œuvres ont été produites et ont connu du succès auprès du grand public.
On peut remarquer une certaine symétrie entre la liste des œuvres dans lesquelles il a joué et celles de ces propres productions. François Létourneau est en effet reconnu pour jouer dans les pièces, les films ou les séries qu’il a lui-même écrits. Il a donc une propension à écrire des rôles qu’il prendra plaisir à incarner.  
Voici la liste des œuvres écrites par François Létourneau :

### Œuvre cinématographique
- Cheech / réalisation de Patrice Sauvé / Go Films, 2006

### Œuvres dramaturgiques
- La fin de la sexualité / mise en scène de Frédéric Blanchette / Théâtre Ni plus ni moins, 2011
- Texas / mise en scène de Patrice Dubois / Champ de gauche, 2007
- Monsieur le conseiller (dans Coin St-Laurent) / mise en scène de Philippe Lambert / Urbi et Orbi, 2005
- Gestion de la ressource humaine / mise en scène de Frédéric Blanchette / Conservatoire d’art dramatique de Montréal, 2004
- Madame (dans Les hommes aiment-ils le sexe, vraiment, autant qu’ils le disent?) / mise en scène de Frédéric Blanchette / Espace Go, 2004
- Cheech ou Les hommes de Chrysler sont en ville / mise en scène de Frédéric Blanchette / Théâtre de la Manufacture, 2003-2004
- Ronald / coauteur avec Patrice Robitaille / mise en scène de Sébastien Gauthier / Petit Théâtre du Nord, 2003
- Minigolf / mise en scène de François Létourneau / Logos Conterie, 2002
- Texas / mise en scène de Claude Poissant / Théâtre PàP, Lézards qui bougent (France), 2002
- Stampede / mise en scène de Claude Poissant / Théâtre PàP, 2001
- Gary, de l’Ohio / mise en scène d'Olivier Choinière / Théâtre du Grand Jour (laboratoire-fiction), 2000

### Œuvres télévisées
- C'est comme ça que je t'aime (saison 1 à 3) / réalisation de Jean-François Rivard / Productions Casablanca, 2020-2024[5]
- Série noire (saisons 1 et 2) / coauteur avec Jean-François Rivard / réalisation de Jean-François Rivard / Productions Casablanca, 2014-2016
- Les Invincibles (saisons 1 à 3) / coauteur avec Jean-François Rivard / réalisation de Jean-François Rivard / Productions Casablanca, Chamelin, 2005-2009

## Prix et distinction[6]
- (Nomination) Gémeaux 2024 - Meilleur texte : série dramatique - C'est comme ça que je t'aime
- (Nomination) Gémeaux 2024 - Meilleure réalisation : série dramatique - C'est comme ça que je t'aime
- Olivier 2023 - Prix Texte de l'année : série télé ou web humoristique - C'est comme ça que je t'aime
- Olivier 2023 - Prix Série de fiction humoristique de l'année - C'est comme ça que je t'aime
- Gémeaux 2020 à 2022 - Prix Meilleur texte: série dramatique - C'est comme ça que je t'aime
- (Nomination) Gémeaux 2016 – Meilleur texte, série : dramatique – Série noire
- (Nomination) Gémeaux 2016 – Meilleur premier rôle masculin : dramatique – Série noire
- Gémeaux 2014 – Prix Meilleur premier rôle masculin : dramatique – Série noire
- Gémeaux 2014 – Prix Meilleur texte, série : dramatique – Série noire
- Olivier 2010 – Prix Comédie dramatique de l’année – Les invincibles (saison 3)
- Prix Jean-Besré 2009 – Les invincibles (saison 3)
- Gémeaux 2009 – Prix Meilleur texte, série : dramatique – Les invincibles (saison 3 - épisode 35)
- (Nomination) Gémeaux 2009 – Meilleur premier rôle masculin : dramatique – Les invincibles (saison 3)
- (Nomination) Génie 2007 – Meilleure adaptation – Cheech
- Olivier 2006 – Prix Meilleure comédie dramatique – Les invincibles
- (Nomination) Masques 2004 – Meilleur texte original – Cheech ou Les hommes de Chrysler sont en ville
- (Nomination) Prix du Gouverneur Général 2004 – Cheech ou Les hommes de Chrysler sont en ville

## Regard sur l'œuvre
Les œuvres de François Létourneau semblent toutes reliées par un même fil conducteur. L’auteur a une tendance à créer des œuvres noires, dont les personnages principaux sont toujours en dehors des normes sociales. Ainsi, Létourneau plonge son public dans des univers souvent méconnus, mystérieux, mais toujours réalistes et susceptibles d’intéresser le plus grand nombre. Son écriture est toujours accessible, ce qui fait de lui un auteur apprécié du grand public.